# Monkeys for Nothin' and the Chimps for Free
Monkeys for Nothin' and the Chimps for Free è il quinto album in studio del gruppo musicale statunitense Reel Big Fish, pubblicato il 10 luglio 2007.

## Tracce
Testi e musiche di Tutte le tracce sono state scritte da Aaron Barrett, eccetto dove indicato.
1. Party Down – 4:08
2. Another F.U. Song – 1:04
3. Live Your Dream – 3:13
4. My Imaginary Friend – 3:24
5. Slow Down – 5:04
6. The New Version of You – 3:23
7. Will the Revolution Come? – 2:22
8. Another Day in Paradise – 2:41 (Phil Collins)
9. Everybody's Drunk – 3:07 (Aaron Barrett, Dee Snider)
10. Please Don't Tell Her I Have a Girlfriend – 2:57
11. Way Back – 2:41
12. Hate You – 2:59
13. Call You – 3:12
14. Why Do All Girls Think They're Fat? – 2:33
15. I'm Her Man – 4:11
16. Til I Hit the Ground – 3:48
17. Cannibal – 6:16 (Aaron Barrett, Dan Regan)

Durata totale: 57:03